# Rocher de Capluc
Rocher de Capluc je vyhlídková skála o nadmořské výšce 655 metrů tyčící se nad soutokem řek Tarn a Jonte nad městečkem Le Rozier ve francouzském departementu Lozère.
Z vrcholu přístupného po železných žebřících je od vrcholového kříže pěkný výhled do údolí Gorges du Tarn, na městečko Le Rozier a do údolí řeky Jonte. Pod vyhlídkovou skalou se nalézá několik starých domků samoty Capluc.